# مارك كنسيلا
مارك كنسيلا (بالإنجليزية: Mark Kinsella)‏ (مواليد 12 أغسطس 1972) هو لاعب كرة قدم. يلعب مع منتخب جمهورية أيرلندا لكرة القدم. سبق له أن لعب في كأس العالم لكرة القدم مع منتخب بلاده.

## روابط خارجية
- مارك كنسيلا على موقع الاتحاد الدولي (مؤرشف)  (الإنجليزية)
- مارك كنسيلا على موقع قاعدة بيانات كرة القدم.إي يو (الإنجليزية)
- مارك كنسيلا على موقع ناشيونال فوتبول تيمز (الإنجليزية)
- مارك كنسيلا على موقع Soccerbase.com (لاعب) (الإنجليزية)
- مارك كنسيلا على موقع Soccerbase.com (مدرب) (الإنجليزية)
- مارك كنسيلا على موقع عالم كرة القدم.نت (الإنجليزية)